# Red Manevrske strukture narodne zaščite
Red Manevrske strukture narodne zaščite je visoko vojaško odlikovanje, ki ga je ustanovil takratni predsednik Predsedstva Slovenije Milan Kučan za najzaslužnejše in najodgovornejše organizatorje Manevrske strukture narodne zaščite leta 1990.

## Kriteriji
Red MSNZ se lahko podeli »prejemnikom spominskega znaka Znak MSNZ 1990, ki so opravljali dolžnosti organizatorjev MSNZ, za izjemne zasluge pri organiziranju in delovanju MSNZ v obdobju od 17. maja do 4. oktobra 1990«, pri čemer se:
- Red MSNZ I. stopnje praviloma podeli organizatorjem MSNZ na državni ravni.
- Red MSNZ II. stopnje praviloma podeli organizatorjem MSNZ na pokrajinski ravni.
- Red MSNZ III. stopnje praviloma podeli organizatorjem MSNZ na občinski ravni.[1]

## Opis
Red MSNZ je oblikovan kot reliefno oblikovan venec z lipovimi listi; izdelan je iz srebra. »V sredini venca je reliefno oblikovan simbol MSNZ. Na sredini, v zgornjem delu roba, je pritrjeno obešalo, prek katerega se priznanje s kovinskim obročem pripne na vmesno nosilno ploskev. Vmesna nosilna ploskev je pomanjšana medalja MSNZ, ki ima na sredini sprednjega dela vkovan umetni kamen cirkon, premera 3 mm za I. stopnjo, 2 mm za II. stopnjo in 1 mm za III. stopnjo. Na zadnji strani priznanja sta vgravirana ime in priimek prejemnika ter letnica podelitve priznanja. Priznanje visi na temno modrem traku, na katerem je na vsaki strani vzdolžno vtkana slovenska zastava«. 

## Nošnja
Medalja se nosi na levi strani prsi nad levim zgodnjim žepom uniforme.

## Nadomestne oznake
Vsaka stopnja reda ima malenkostno drugačno nadomestno oznako:
- I. stopnja: moder pravokotnik, ki ima na vsaki strani vzdolžno vtkano slovensko zastavo ter na sredini aplikacijo pozlačene vmesne ploskve z vkovanim cirkonom premera 3 mm;
- II. stopnja: moder pravokotnik, ki ima na vsaki strani vzdolžno vtkano slovensko zastavo ter na sredini aplikacijo srebrno patinirane vmesne ploskve z vkovanim cirkonom premera 2 mm;
- III. stopnja: moder pravokotnik, ki ima na vsaki strani vzdolžno vtkano slovensko zastavo ter na sredini aplikacijo bakreno patinirane vmesne ploskve z vkovanim cirkonom premera 1 mm.[1]